# Amandus Bahlmann
Amandus Bahlmann OFM (* 8. Mai 1862 in Essen (Oldenburg) als Johann August Engelbert Bahlmann; † 5. März 1939 in Neapel) war ein deutscher Ordensgeistlicher, Bischof und Prälat von Santarém sowie Ordensgründer in Brasilien, der als Erneuerer des dortigen religiösen Lebens gilt.

## Herkunft und Ausbildung
Bahlmann stammte aus der Bauerschaft Bartmannsholte und war Sohn des Lehrers Heinrich Anton Bahlmann und dessen Frau Anna Maria Catharina, geb. Meyer. Sein älterer Bruder Bernhard (1859–1916) wurde Jesuit und erlangte später als Volksmissionar größere Bekanntheit. August erhielt zunächst Lateinunterricht von den Geistlichen seiner Heimatpfarrei, besuchte anschließend das Gymnasium Antonianum in Vechta, trat 1879 im Kloster Harreveld bei Lichtenvoorde (Niederlande) in den Franziskanerorden ein und erhielt den Ordensnamen Amandus. Am 25. August 1880 legte er die Profess ab, studierte danach in Rom Philosophie und Theologie und empfing am 22. September 1888 in der Lateranbasilika die Priesterweihe.

## Wirken
Nach kurzzeitigem Wirken in Deutschland führte Bahlmann 1891 die ersten deutschen Franziskaner als Missionare nach Brasilien. Dort oblag ihm alsbald die Neubelebung der brasilianischen Franziskanerprovinzen der deutschen Provinz Saxonia. Wegen seiner erfolgreichen Tätigkeit wurde er bereits 1905 zum Generalvisitator der Franziskanerprovinzen in Argentinien und wenig später auch in Bolivien bestellt. Auch in diesen Funktionen blieb sein Wirken zeitlich begrenzt, denn schon am 10. Januar 1907 berief ihn Papst Pius X. zum Prälaten von Santarém und ernannte ihn am 10. Juli 1908 zum Titularbischof von Argos. Am 19. Juli 1908 empfing Bahlmann in Rom die Bischofsweihe durch den Präfekten der Kongregation der Propaganda Fide, Kardinal Girolamo Maria Gotti; Mitkonsekratoren waren Giovanni Maria Giuseppe Santarelli OFM, Erzbischof von Urbino und Giacomo (Alexander) Ghezzi OFM, Bischof von Civita Castellana.

## Ordensgründung
Zur Intensivierung von Seelsorge und Sozialarbeit gründete Bahlmann im Jahr 1910 in Brasilien zusammen mit der aus Westfalen stammenden Lehrerin Elisabeth Tombrock, die im Jahr zuvor in Lourdes auf wundersame Weise von einer Lungen- und Knochentuberkulose geheilt worden war, den Orden der Armen Missionarischen Klarissen der Unbefleckten Empfängnis (Missionsklarissen), deren erste Oberin Tombrock wurde. Bereits 1915 wurde in Münster das erste deutsche Kloster der Gemeinschaft gegründet; ein weiteres 1928 in Wilkinghege bei Münster.

## Krankheit und Tod
Obwohl bereits seit längerem kränklich, machte sich Bahlmann 1939 per Schiff auf den Weg zum vorgeschriebenen Ad-limina-Besuch nach Rom, wo gerade Papst Pius XI. verstorben war und das Konklave bevorstand. Als das Schiff Neapel erreichte, war Bahlmann bereits dermaßen geschwächt, dass er ins St. Elisabeth-Hospital eingeliefert werden musste, wo er am 5. März 1939 starb, drei Tage nach der Wahl des neuen Papstes. Sein Leichnam wurde zunächst in Neapel auf dem Friedhof der Franziskaner beigesetzt und 1952 in die Kathedrale von Santarém überführt.